# Източно Средиземноморие
Източното средиземноморие е историко-географски регион обхващащ земи (крайбрежни и островни) или държави разположени географски в източната част на Средиземно море. Регионът се отличава с редица културни сходства и включва Кипър, Сирия, Ливан, Палестина, Израел и Йордания. Изцяло сухоземната част от региона е известна също и като Левант.

## Култура
Източното Средиземноморие с Леванта обединява народи с култури свързани ведно не само от географско си местоположение, но и от историята, етноса, храната, обичаите, традициите, езика. В Сирия, Ливан, Палестина, Йордания (както и маронитите на остров Кипър) говорят арабски език, известен също като левантийски арабски. В Източното средиземноморие разговорния арабски е различен от другите разновидности на арабския език, понеже е наситен с арамейски, асирийски и гръцки думи и имена.
Древен пример за културно наследство в Източното средиземноморие е използването на финикийския календар от всички народи на Източното Средиземноморие, включително и от евреите.